# 衣通姫伝説
衣通姫伝説（そとおりひめでんせつ）は、『古事記』『日本書紀』にある記紀伝説のひとつ。ヤマトタケル伝説を『古事記』中の一大英雄譚と位置付けるなら、衣通姫伝説は『古事記』中の一大恋愛叙事詩であると言える、とする感想がある。『古事記』と『日本書紀』では人名や物語の内容に食い違いが見られるが、以下で解説する内容は主軸を『古事記』の記述を元にしている。　

## 衣通姫伝説のあらすじ

### 軽皇子と軽皇女
允恭天皇の御世、その子に木梨軽皇子、軽大娘皇女という兄妹がいた。二人の母方の叔母である八田王女（やたのおうじょ）は美しい女性で、その美しさは衣を通してすらも表れてしまうようだ、という意味を込めて「衣通姫」と呼ばれていたが、軽大娘皇女もまた叔母に似て美しかったため、同様に「衣通姫」と呼ばれていた。
当時は異母兄妹（姉弟）であれば婚姻も認められていたが、同じ母を持つ兄妹（姉弟）が情を交わすことは禁忌であった。この史実から、当時の価値観として子供は母に属するものであると考えられていた、と考察されている。しかし、木梨軽皇子は同母妹であるはずの軽大娘皇女に思慕し、やがて互いにその思いを成就させてしまった。
小竹葉（ささのは）に　打つや霰（あられ）の　たしだしに
率寝（ゐね）てむ後は　人は離（か）ゆとも　愛（うるは）しと
さ寝しさ寝てば　刈薦（かりこも）の
乱れば乱れ　さ寝しさ寝てば
これはその時に木梨軽皇子が詠んだ歌であると伝わる。笹の葉に霰が打つように、人が何を言おうと私は気にしない、こうして寝てしまったからには、薦を刈った後のように何が乱れてしまっても構わない、という意味である。この一連の歌は後世に「夷振の上歌（ひなぶりのあげうた）」と称された。
薦（こも）は川や沼に生える草の一種（マコモを参照）であり、古来日本ではこれを刈り取って乾燥させ、ムシロなどに編んで利用していた。乾燥させる時にバラバラに撒いて置くことから、「乱れ」の枕詞ともなった。
ある朝、允恭天皇が朝食を摂ろうとすると、冬でもないのに汁物が凍りついていた。これは不吉だと考えた天皇は、側近の者にこの事象を占わせた。その者は「身内に良くないことが起こっています。おそらく通じている者がいるのでしょう」と答えたため、二人の仲は周囲に発覚してしまった。占い師が把握しているくらいなので、当時の宮廷では知られてしまっていた事象、関係であったのだと推測される。

### 軽皇子の流刑
この、当時の倫理観から逸脱した関係を知った群臣の支持は、木梨軽皇子から離れて行き、その弟である穴穂皇子（あなほのみこ、後の安康天皇）の支持者が増えることになった。允恭天皇が崩御した時、本来であれば長子で後継者であるはずの木梨軽皇子が即位するはずであったが、木梨軽皇子を支持する者は少なく、皆は穴穂皇子を支持した。自身の不支持を察した木梨軽皇子は腹心であった大前小前宿禰（おおまえこまえのすくね）に命じて穴穂皇子を討とうと画策したが、逆に追いつめられた上、大前小前宿禰が裏切ったことにより木梨軽皇子は捕えられてしまった。企てが不首尾に終わり、地位を失った木梨軽皇子は以下の歌を詠んだ。
天（あま）だむ　軽の乙女　いた泣かば　人知りぬべし
波佐の山の鳩の　下泣きに泣く
軽の乙女よ（軽大娘皇女のこと。）、そのように泣いては人に知られてしまうだろう、波佐の山の鳩のようにもっと静かに忍んで泣きなさい、というような意味である。さらに以下の歌を詠んだ。
天（あま）だむ　軽の乙女　したたにも
寄り寝てとおれ　軽乙女とも
軽の乙女よ、しっかりと寄り添って寝ていなさい、というような意味である。
その後、木梨軽皇子は四国伊予へ流罪とされることになった。木梨軽皇子は「私は必ず戻ってくるから待っていなさい」と言い残し、流刑地（伊予、現在の愛媛とされる）へ移送させられた。また以下のような歌が伝わる。
天飛（あまと）ぶ　鳥も使ひぞ　鶴（たづ）が音（ね）の
聞こえむ時は　我が名問はさね
寂しくなったら空を行く鳥に私の名を訊ねなさい、そうすればきっとその鳥が私たちの間で言葉を運んでくれるから、というような意味である。この三首を天田振（あまたぶり）という。三首に共通する歌の解釈においては、軽大娘皇女に累が及ばないように、という気遣いが観察される。
一方の軽大娘皇女は、旅立つ兄に歌を献じている。
夏草の　あひねの浜の　蠣貝（かきがひ）に
足踏ますな　明かして通れ
夜の浜で貝を踏んで足を怪我せぬよう、夜が明けてからお通りください、という意味である。これは兎に角、兄の身体を気づかったものであろうと解釈されている。

### 兄妹の再会
それからしばらくは兄を待ち続けていた軽大娘皇女であったが、やがてこのような歌を詠んだとされている。
君が行き　気長（けなが）くなりぬ　やまたづの
迎へは行かむ　待つには待たじ
あなたが行ってしまってもうずいぶんになりました、もう待ってはいられません、帰ってこられないならば私が参ります、という意味である。「やまたづ」とはニワトコのことで、二つの葉が必ず対になって生えることから、二人の関係をそのようになぞらえ「迎へ」の枕詞としたのであろうと推測されている。
軽大娘皇女は立てた弓が倒れ、また立ち上がり、再び倒れるようにして兄の元へたどり着いた。その時に木梨軽皇子はこう詠んだ。
こもりくの　泊瀬（はつせ）の山の　大峰（おほを）には
幡張（はたは）り立て　さ小峰（をを）には
幡張（はたは）り立て　大峰（おほを）よし　仲定める
思ひ妻あはれ　槻弓（つくゆみ）の　臥（こ）やり臥（こ）やりも
梓弓（あづさゆみ）　起（た）てり起（た）てりも　後も取り見る　思ひ妻あはれ
泊瀬の山の峰に幡を立て、仲を確かめあった愛しい妻、立てた弓が倒れ、また立ち上がり、再び倒れるようにしてやって来るその愛しい妻が、たまらなくあはれだ、という意味である。また続いてこのような歌を詠んだ。
こもりくの　泊瀬（はつせ）の河の
上（かみ）つ瀬に　斎杙（ゐぐひ）を打ち
下（しも）つ瀬に　真杙（まぐひ）を打ち
斎杙（ゐぐひ）には　鏡をかけ
真杙（まぐひ）には　真玉（またま）をかけ
真玉（またま）如（な）す　我が思ふ妹（いも）
鏡如（な）す　我が思ふ妻
ありと言はばこそよ　家にも行かめ　国をも偲ばめ
泊瀬の河の上流に斎杙を打ち、下流には真杙を打ち、斎杙には鏡をかけ、真杙には真玉をかけ、その鏡のように我が思う妹、その真玉のように我が思う妻、おまえがいるからこそ家に帰りたいと思い、国を偲びもするのだ、という意味である。
泊瀬とは現在の奈良県桜井市初瀬にある初瀬河とその周辺のことで、「こもりく」は周囲より低く他からは見えない場所を指し、泊瀬の枕詞である。また「妹」は血縁上の妹を指すというよりも、ここでは愛しい女性をあらわす言葉として使われている。この二首は読歌（よみうた）である。
木梨軽皇子は再会を喜び、二人はわずかな時間を共有し愛し合い過ごしたと推察されるが、やがて二人は自害し、物語は幕を閉じている。

## 『日本書紀』における衣通姫伝説
『日本書紀』においては、巻第13に衣通姫伝説についての記述がある。その中では允恭24年の夏6月、軽皇子と軽皇女の相姦が発覚し、皇太子を処刑することはできなかったので、軽皇女を伊予に追放したとある。さらに允恭42年春1月に天皇が崩御した後、同年冬10月に穴穂皇子と戦い、形勢不利と悟った大前小前宿禰が軽皇子の助命を穴穂皇子に嘆願するものの、軽皇子は自害したと書かれている。

## 伝説の実際
この物語は後世に脚色されたフィクションであり、全てをそのまま史実として解釈することはできない。物語中にある歌は全くの別人が詠んだものであろうと推測されている上に、この二人が同母兄妹であったという史学的確証もない。二人の母とされる允恭天皇の皇后忍坂大中津比売命（おしさかのおおなかつのひめのみこと）は多くの子を生んだとされるが、そのうちのほとんどは生母を異にしていた可能性もある。また、同母兄妹婚姻を禁忌としていた記紀編纂当時の社会さえ同母兄妹での婚姻例が多数記録されており、そもそも当時の社会において、同母兄妹婚姻の禁忌が本当に存在していたかどうかの史学的確証はない。
この物語についての解釈として、木梨軽皇子が罪に問われた理由は、近親相姦の罪ではなく衣通姫の公的な巫女としての要件である処女性を喪失させた事に対するものだ、とする説や、本来であれば皇位継承権を持っていた木梨軽皇子が、権力争いの末に穴穂皇子に敗れ、皇位継承から排除された事件を語ったストーリーに尾鰭がついたものである、とする説などがある。